# Ronnie Brunswijk
Ronnie Brunswijk (Marowijne, 7 de marzo de 1961) es un político, futbolista y empresario surinamés que se desempeñó como vicepresidente de Surinam desde julio de 2020 hasta julio de 2025, durante la guerra civil de Surinam fue líder guerrillero de Jungle Commando, un grupo paramilitar opositor al régimen de Dési Bouterse, y en 1992 se integró en la política nacional como fundador del Partido de Liberación General y Desarrollo (ABOP). Además es el presidente del club de fútbol Inter Moengotapoe.

## Infancia y guerrilla
Ronnie Brunswijk nació en el pequeño pueblo de Moengo Tapoe, cerca de Albina, en el distrito de Marowijne, en la todavía colonia neerlandesa de Surinam, el 7 de marzo de 1961. Desde 1980 hasta 1982 fue guardaespaldas y amigo cercano del presidente Desi Bouterse, pero por diferencias políticas se opone a su régimen y en 1983 junto con otro grupo de jóvenes funda el grupo paramilitar Movimiento Comando de la Jungla apoyado por el expresidente Henk Chin A Sen, quien lo financiaba desde su exilio en los Países Bajos. 
Durante su comando en la guerrilla, en el transcurso de la Guerra Civil de Surinam, se adentró en la selva tomando en 1986 el pueblo de Moengo y sus fábricas de bauxita. Pronto lograron también dominar todo el este del distrito de Para y las cercanías del Aeropuerto Internacional Johan Pengel. En 1987 y bajo la elección presidencial libre del 25 de mayo, Brunswijk firma un acuerdo de no agresión con Bouterse. En 1992 el presidente Ronald Venetiaan firmó un acuerdo de cooperación con los principales grupos guerrilleros y su grupo se integró a la política nacional.

## Empresario y dirigente deportivo
Tras haber finalizado su época de guerrillero, se dedicó a las finanzas y al deporte. Compró una isla en el Río Maroni y fue elegido presidente del club de fútbol Inter Moengotapoe. Bajo la presidencia de Brunswijk, el equipo logró ser campeón de la liga del país durante los años 2006-2007 y 2007-2008. Sin embargo, el tribunal disciplinario de Surinam lo suspendió por 5 años por su conducta durante un partido de fútbol en 2005.

## Trayectoria política

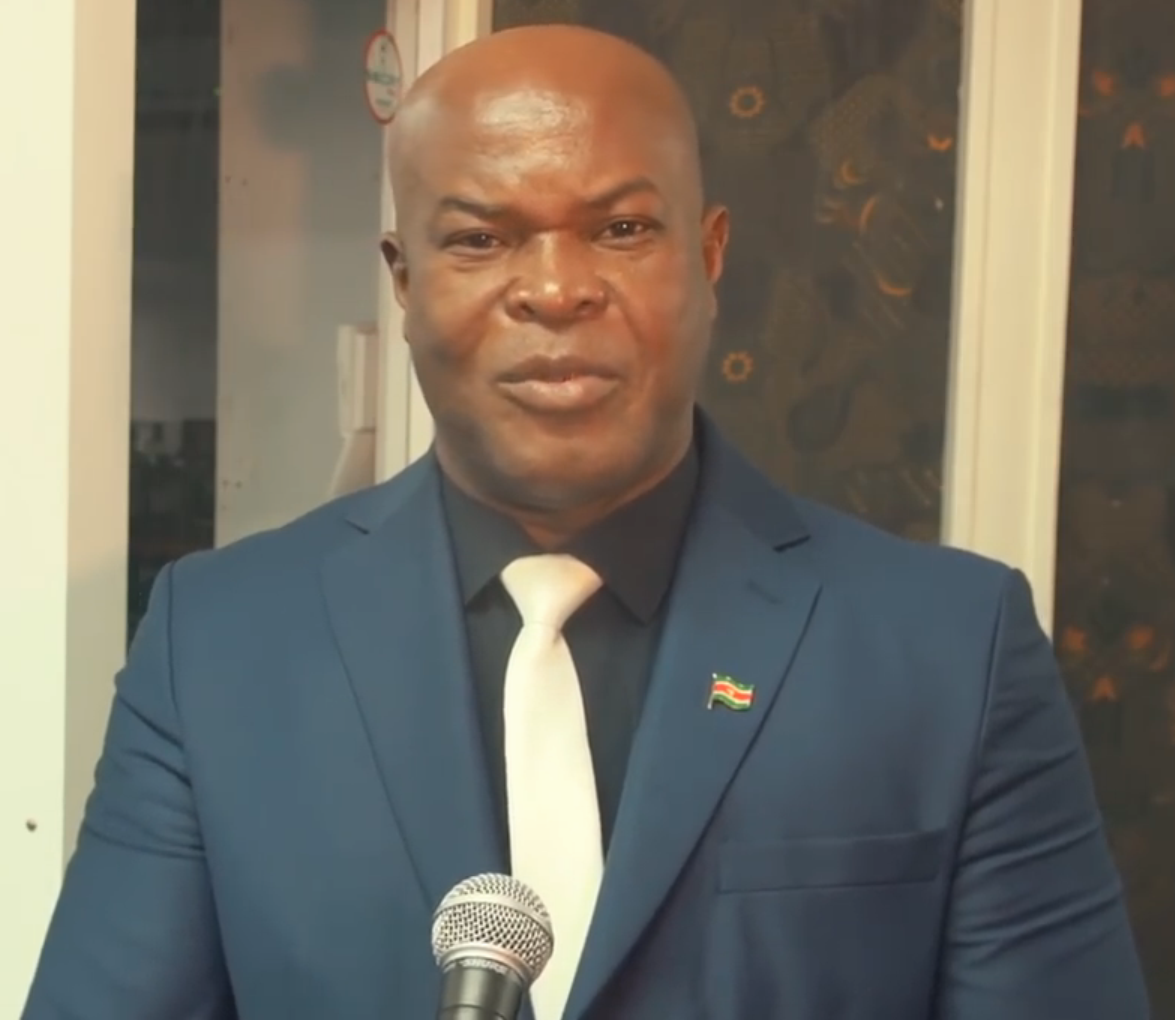
Ronnie Brunswijk, Vicepresidente de Suriname.

Brunswijk goza en el este de Surinam de prestigio social y gran consideración, siendo conocido como el Robin Hood de la selva. Por eso formó el Partido de Liberación General y Desarrollo (ABOP), que en las elecciones de 2005 logró un escaño en la Asamblea Nacional de Surinam. 
En las elecciones de 2010 la Alianza APP logró conseguir 30.804 votos y un 20%, logrando 6 escaños en la Asamblea. Desi Bouterse, antiguo enemigo político y que en las elecciones había logrado el primer lugar, le pidió una coalición para que pudiera conseguir las 2/3 partes de los escaños necesarias para gobernar. 
En las elecciones a la Asamblea del 9 de julio de ese año, Bouterse se hizo con la presidencia y Brunswijk obtuvo un puesto en su gabinete. 
Sin embargo renuncia por motivos personales tiempo después, regresando posteriormente a la oposición. 
Tras la victoria de la oposición en las elecciones generales de 2020, Brunswijk resultó elegido el 29 de junio como presidente de la Asamblea Nacional de Surinam.
El 1 de julio de ese año, fue diagnosticado con COVID-19. Fue dado de alta del hospital el 6 de julio.
Brunswijk posteriormente se postuló para Vicepresidente de Surinam, y el 8 de julio anunció que lo sucedería Marinus Bee como presidente de la Asamblea Nacional, asumiendo este el 14 de julio.  Brunswijk fue el presidente de la Asamblea de más corto servicio en la historia de Surinam.  El 7 de julio, la coalición vencedora nominó a Chan Santokhi como Presidente de Surinam y a Brunswijk como vicepresidente. Brunswijk fue elegido Vicepresidente el 13 de julio por aclamación en una elección incontestada por la Asamblea Nacional. Brunswijk asumió como Vicepresidente el 16 de julio en la Plaza de la Independencia de Paramaribo en una ceremonia sin público debido a la pandemia de COVID-19.

## Juego entre Olimpia y Inter Moengotapoe
Durante el partido entre Club Deportivo Olimpia ante Inter Moengotapoe de Surinam en la Liga  Concacaf sucedió un hecho insólito al ingresar como titular Roonie Brunswijk de 60 años y 198 días, convirtiéndose así en el futbolista más longevo de la historia del fútbol en participar en un torneo internacional. Brunswijk, aparte de ser exfutbolista, es el actual vicepresidente de Surinam, dueño del equipo Inter Moengotapoe y es buscado por Interpol debido a que tiene acusaciones de narcotráfico y asesinato en Holanda. Disputó 54 minutos del partido en el que Olimpia se impuso 6-0.